# Zolpidem

Strukturformel för zolpidem.

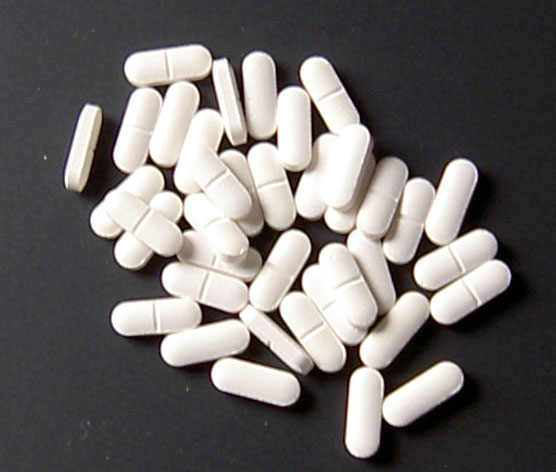
Stilnoct.

Zolpidem är en läkemedelssubstans som används vid sömnbesvär. Preparat med zolpidem används för understödjande terapi under begränsad tid vid behandling av kroniska sömnbesvär och säljs i Sverige under varunamn som Stilnoct, Zolpidem och Edluar.
Bensodiazepiner och bensodiazepinliknande substanser (som zolpidem) bör inte användas som enda behandlingsmetod vid behandling av depression och ångest i samband med depression (självmordstankar kan framprovoceras hos dessa patienter). Zolpidem bör ges med försiktighet till patienter med symptom på depression. Självmordstendenser kan förekomma.
Zolpidem är avsett för tillfälliga och kortvariga sömnbesvär. Risk för tillvänjning och beroende föreligger, men inte så stor jämfört med starkare bensodiazepiner, såsom diazepam, alprazolam, flunitrazepam med flera.
Substansen är narkotikaklassad och ingår i förteckning P IV i 1971 års psykotropkonvention samt i förteckning IV i Sverige.